# Pelagonemertes
Pelagonemertes es un género de nemertinos pelágicos perteneciente a la familia Pelagonemertidae. Las especies de este género se encuentran en casi todos los océanos del mundo.

## Especies
- Pelagonemertes brinkmanni Coe, 1926
- Pelagonemertes excisa Korotkevich, 1955
- Pelagonemertes joubini Coe, 1926
- Pelagonemertes korotkevitschae Friedrich, 1969
- Pelagonemertes laticauda Korotkevich, 1955
- Pelagonemertes moseleyi Bürger, 1895
- Pelagonemertes oviporus Korotkevich, 1955
- Pelagonemertes rollestoni Moseley, 1875